# Cesária Évora
Cesária Évora (Mindelo, 27. kolovoza 1941. – São Vicente, 17. prosinca 2011.) bila je zelenortska pjevačica. Poznata po izvođenju coladeire i morne, zbog čega su je zvali kraljicom morne.

## Životopis
Rođena je u lučkom gradu Mindelu na zelenortskom otoku São Vicenteu. Poznata je kao bosonoga diva zato što se obično pojavljivala na pozornici bosonoga u znak potpore beskućnicima i siromasima u svojoj zemlji. Njezin zelenortski blues često govori o dugotrajnoj izolaciji njezine zemlje i trgovini robljem, također je česta tema i emigracija (čak dvije trećine Zelenorćana žive vani). Pjevala je na zelenortskom kreolskom, a ponekad na portugalskom.
Glazba je obično tužna i popraćena zvucima gitare, cavaquinha, violine i klarineta.
2004. godine osvojila je nagradu Grammy za najbolji world music album.

## Diskografija
1. Mornas de Cabo-Verde & Oriondino (1965.) (vinil simple, 45 RPM, C. Évora & Conjunto)
2. Cesária (1987.)
3. Cesária Évora, La Diva aux pieds nus (1988.)
4. Distino di Belita (1990.)
5. Mal Azul (1991.)
6. Miss Perfumado (1992.)
7. Sodade, Les plus belles mornas de Cesaria (1994.)
8. Cesaria (1995.)
9. Cesária Évora à L'Olympia (1995.) (album uživo)
10. Cabo Verde (1997.)
11. Best of Cesária Évora (1998.)
12. Nova Sintra (1998.)
13. Le monde de Cesária Évora (1999.)
14. Café Atlântico (1999.)
15. Cesária Évora : L'essentiel (2001.)
16. São Vicente di Longe (2001.)
17. Anthology (2002.)
18. Anthologie: Mornas & Coladeras (2002.) (dvostruki LP)
19. The Very Best of Cesária Évora (2002.)
20. Voz d'amor (2003.)
21. Club Sodade – Cesaria Evora by... (2003.)
22. Les essentiels (2004.)
23. Rogamar (2006.)
24. Rádio Mindelo (2008.) (stare snimke)
25. Nha sentimento (2009.)
26. Cesária Évora & (2010.)
27. Mãe Carinhosa (2013.)

### Singlice
1. Cabo Verde (1991.)
2. Mar Azul (1991.)
3. Sodade (1992.)
4. Nha Cancera Ka Tem Medida (1995.)
5. Apocalipse (1997.)
6. Cabo Verde Manda Mantenha (1999.)
7. Carnaval De Sao Vicente (2000.)
8. Nutridinha (2001.)
9. Tiempo Y Silencio (2001.) (s Pedrom Guerrerom)
10. Yamore (2002.) (sa Salifom Keitom)
11. Mar de Canal (2003.)
12. Africa Nossa (2006.) (s Ismaelom Loom)
13. Crepuscolare Solitudine (Crepuscular Solidao) (2009.) (s Giannijem Morandijem)
14. Ligereza (2009.)

### DVD
1. Live in Paris (2002., DVD izdanje)
2. Live d' Amor: Cesaria Evora In Concert (2005., DVD izdanje)

## Vanjske poveznice
- Discogs
- Kompletna diskografija na francuskom
- Francuski site o bosonogoj divi
- Službena stranica na engleskom i francuskom
- Izdavač Lusáfrica na engleskom i francuskom